# 포트 샤프터
| 포트 샤프터(Fort Shafter)                              | 포트 샤프터(Fort Shafter)              |
| ------------------------------------------------------ | -------------------------------------- |
| 호놀룰루, 하와이                                       |                                        |
| "파인애플 펜타곤"이라는 포트 샤프터에 있는 리처드슨 홀 |                                        |
| 좌표                                                   | 21.345°N 157.884°W: 21.345°N 157.884°W |
| 형식                                                   | 군기지                                 |
| 기지 정보                                              |                                        |
| 주관자                                                 | 미군                                   |
| 기지 연역                                              |                                        |
| 창설                                                   | 1905-1907                              |
| 역사                                                   | 1907–Present                           |
| 현재 장                                                | Paul J. LaCamera 장군                  |
| 역대 장                                                | Vincent Brooks 장군                    |
| 하위 그룹                                              | U.S. Army Pacific                      |

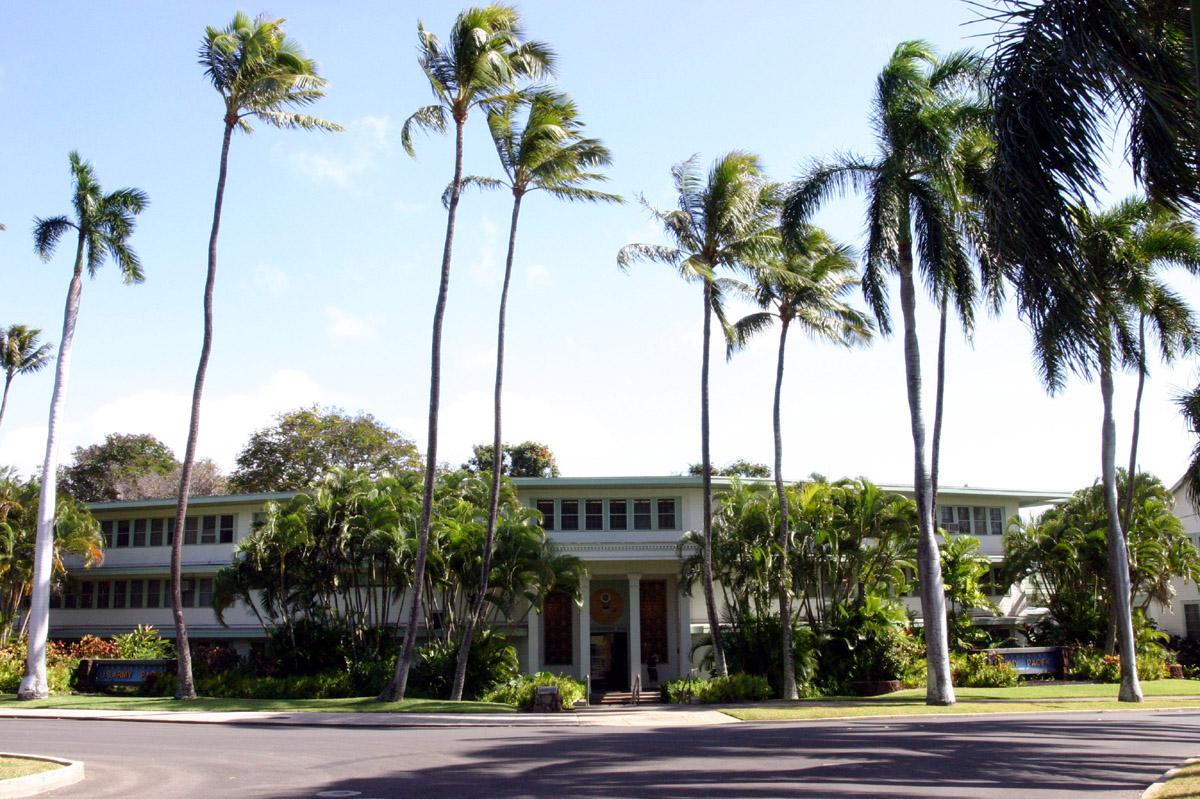

포트 샤프터는 호놀룰루 CDP에 있고 호놀룰루 CDP는 하와이에 있다. 하와이는 미군태평양사령부의 본부이다. 미군태평양사령부는 대한민국을 제외한 모든 아시아태평양 지역의 미육군의 사령부이다.
지리적으로 포트 샤프터는 칼리히(Kalihi)계곡과 모아날루아(Moanalua)계곡 사이에 있고 마푸나푸나(Māpunapuna)에 있는 해안지역(Shafter Flats)까지 이른다. 이 지역의 일부를 팜 서클 역사 지구(Palm Circle Historic District)라고도 하는데 국가 역사 유적으로 등재되 있고 미국 국보로도 지정되 있다. 이곳은 팜 서클(Palm Circle) 또는 100 에어리어(!00 Area)라고도 불린다.

## 역사
포트 샤프터는 오아후(Oahu)에서 가장 오래된 군사기지이다. 2007년 6월 22일 창설된지 100년이 되었다. 포트 샤프터는 100여년간 하와이에 있는 미군 기지들의 고향이었다. 미국의 하와이 합방 후 미국 정부에 양도된 하와이 왕실 소속 땅인 카하우이키(Kahauiki) 지역(ahupua'a)에 1905년부터 건설되기 시작했다. 1907년 기지가 오픈했을 때 윌리엄 루프스 샤프터 소장(Major General William Rufus Shafter; 1835-1906)의 이름을 따랐는데 그는 1898년 쿠바 원정을 지휘했었다. 팜 서클은 보병 대대의 임시 주둔지로 설치되었다. 막사와 장교 숙소는 왕실 야자수로 둘러쌓인 연병장 둘레에 건축되었다. 최초 주둔 부대는 제 20 보병 연대, 제 2 대대였다. 포트 샤프터는 점차 팜 서클에서 확장되었다. 오늘날 고속도로 교차로가 있는 곳에 전에는 트리플러 종합병원(Tripler General Hospital)이 있었는데 1948년 현 위치로 이전하였다. 1914년에 리처드슨 극장(Richardson Theater) 근처에 연대 규모의 기지가 건설되었다. 하와이 군수 창고가 현재 우편국 근처의 별도의 위치에 1917년 건설되었다. 1921년 호놀룰루 도심지에서 포트 샤프터로 하와이 사령부( Hawaiian Department)가 이전했다. 마지막으로 1940년 통신대가 새로운 지역에 건설되었다. 트리플러 군병원(Tripler Army Medical Center)은 1941년 12월 7일에 포트 샤프터로 이전했다. 하와이 사령관 왈터 C. 쇼트 중장(Lieutenant General Walter C. Short)도 그 일정 지역을 차지했다. 제64 해안포(대공포)대 아더 A.파브루 상병(Corporal Arthur A. Favreau)이 해군의 오발탄에 의해 죽었다. 포트 샤프터는 점점 활성화되었고 팜 서클에 막사는 사무실로 변했다. 이곳은 차례대로 중부 태평양지역 미군본부(1943-44), 태평양지역 미군본부(1944-45),중태평양미군본부(1945-47)으로 명명되었고 1944년 공병대가 단 49일만에 파인애플 펜타곤(Pineapple Pentagon ; T-100, T-101, T-102건물)을 건설했다. 샤프터 플랫(Shafter Flats)에 두 개의 대형 연못이 건설되었다.
이차대전이래 대부분의 기간 동안 포트 샤프터는 아시아 태평양 지역의 상위 사령부로 존재했다. 1947년 사령부는 태평양 미군본부(U.S. Army, Pacific)로 개명했다. 이 기지는 군대가 발전함에 따라 계속 발전했다. 1960년대 초 모아날루아 고속도로(Moanalua Freeway)가 건설되면서 둘로 쪼개졌다. 1974년 사령부들이 제거되었을 때 포트 샤프터는 하와이 미군 지원 사령부와 하와이 포트 암스트롱(Fort Armstrong)에서 이전한 미군 하와이 공병대 기지가 되었다. 1979년 미군은 미군 서부지역 사령부(U.S. Army Western Command)를 설립했는데 1990년 미군 태평양 사령부(U.S. Army, Pacific)로 개명했다. 1983년 미군은 이 기지의 북단의 미개발지 750에이커(acre; 3.0 km2)를 하와이 주정부에 양도했다. 오늘날 포트 샤프터는 아시아 태평양 지역의 미군의 총사령부로 남아있다. 팜 서클아래에 지하 기지가 있다.